# Mathias Franc Kluge
Mathias Franc Kluge (* 1980) ist ein deutscher Historiker.

## Leben
Nach dem Studium der Geschichte, Germanistik und Bibliotheks- und Informationswissenschaften an der Universität Augsburg sowie der Humboldt-Universität zu Berlin und der Promotion 2013 im Fach Mittelalterliche Geschichte war er seit 2013 Akademischer Rat auf Zeit an der Universität Augsburg. Nach der Habilitation 2018 an der Universität Augsburg (Venia legendi für Mittelalterliche Geschichte) ist er seit 2025 Inhaber der W3-Professur Mittelalterliche Geschichte an der Universität Bremen.
Seine Forschungsschwerpunkte sind Wirtschafts- und Sozialgeschichte, Umweltgeschichte (Der Wald im Mittelalter), Digital History, Digital Humanities, künstliche Intelligenz und Kulturgeschichte der Stadt im Mittelalter.

## Schriften (Auswahl)
- Die Macht des Gedächtnisses. Entstehung und Wandel kommunaler Schriftkultur im Mittelalterlichen Augsburg (= Studies in Medieval and Reformation Traditions, Bd. 181), Brill Verlag, Leiden 2014, ISBN 978-90-04-26675-9.
- Handschriften des Mittelalters: Grundwissen Kodikologie und Paläographie. Jan Thorbecke Verlag, Ostfildern (3. erweiterte Auflage) 2019, ISBN 978-3-7995-1343-2.
- Verschuldete Könige. Geld, Politik und die Kammer des Reiches im 15. Jahrhundert. (= MGH Schriften, Bd. 77), Harrassowitz Verlag, Wiesbaden 2021, ISBN 978-3-447-11569-8.